# Корвера-де-Астуріас
Корвера-де-Астуріас (ісп. Corvera de Asturias, аст. Corvera) — муніципалітет в Іспанії, у складі автономної спільноти Астурія. Населення — 15 955 осіб (2009).
Муніципалітет розташований на відстані близько 390 км на північний захід від Мадрида, 16 км на північ від Ов'єдо.
Муніципалітет складається з таких паррокій: Трасона, Лас-Вегас, Лос-Кампос, Вілья, Мольєда, Кансьєнес, Соліс.

## Демографія
Динаміка населення (INE ):

## Галерея зображень

Розташування муніципалітету
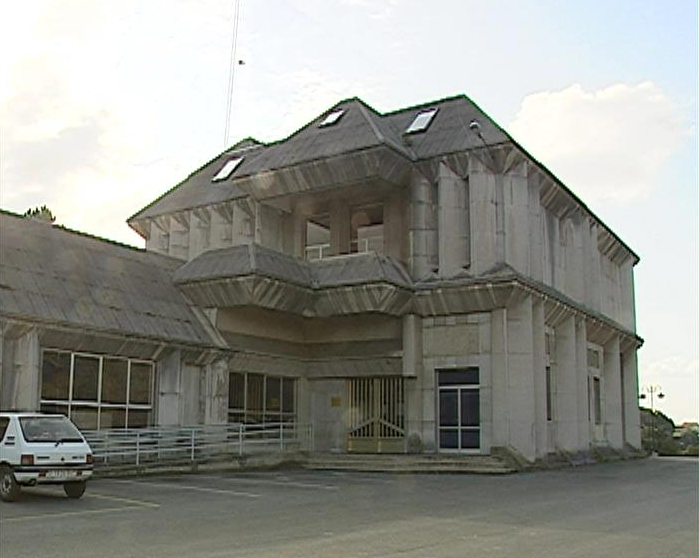
Муніципальна рада Корвери у Нубледо
Карта Корвери
Карта паррокій Корвери
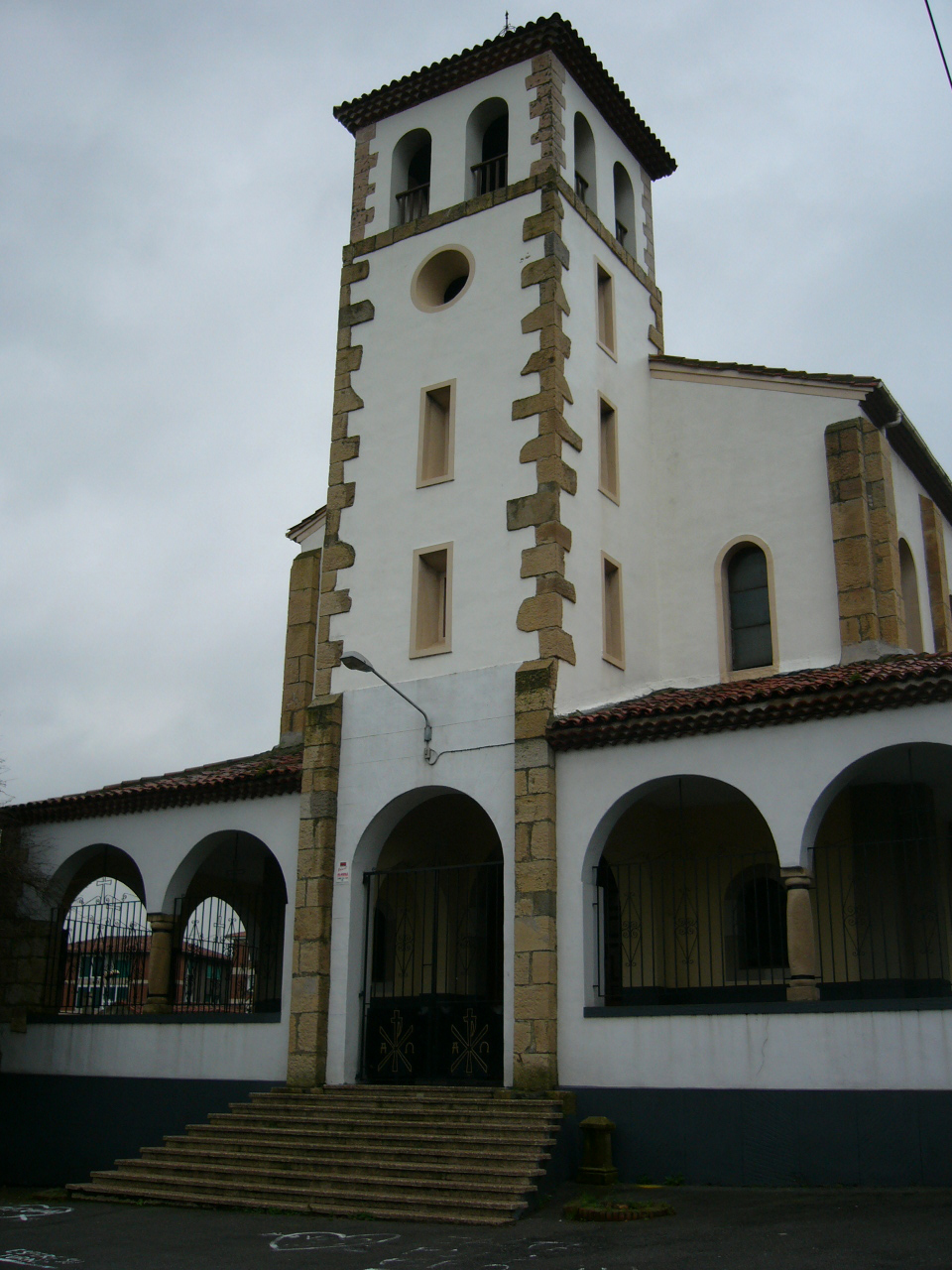
Церква Сан-Вісенте-де-Трасона